# 陶興房
陶興房（1475年－1539年5月6日）是日本戰國時代武將。周防國戰國大名大內氏的重臣。別名次郎。法號是道麒、道鱗。官位是中務少輔、尾張守。

## 生平
在文明7年（1475年）出生，父親是陶弘護。
文明14年（1482年），父親弦護被暗殺（大內山口事件），長兄陶武護繼任家督，不過長兄武護與次兄陶興明對立而出奔。武護在後來歸還並殺害興明，但是因為內藤弘矩的讒言而被大內義興誅殺，於是興房繼任家督（後見是叔父右田弘詮）。
繼承家督後，跟隨義興在各地轉戰。在畿内進行的船岡山之戰中從軍，還有和出雲的尼子經久的戰鬥中立下很大的軍功。
在義興死後仕於義興的嫡子大內義隆，在九州轉戰並與少弐氏和大友氏戰鬥。在天文4年（1535年）逼使少弐資元自殺，一時間令少弐氏滅亡。
在天文8年（1539年）4月18日死去。享年65歲。次男陶隆房（陶晴賢）繼任家督（亦有生前讓位的説法）。墓所在山口縣周南市的建咲院。

## 人物、逸話
- 在大內家臣團中是戰功第一的名將，但是亦有優於和歌的教養人一面，與公卿飛鳥井雅俊等人亦有交流。

- 在船岡山之戰中，尼子經久說出「既然是先鋒，就把敵兵全部殺死吧」（先陣になれば敵の兵、全て葬ってさし上げよう），興房對此說出「大內軍不擅長夜襲」（大内軍は夜襲は苦手でな）來令經久退去。

- 在九州與大友氏和少弐氏一度陷入苦戰，不過最終令少弐氏一時間滅亡而立下武功。而在與大友軍戰鬥的勢場原之戰中雖然是大友軍在戰略上的勝利，不過此戰中興房發出虛報而令大友軍混亂而一時間獲得大勝，因此被評為「在戰術上平手」（戦術的には引き分け）。

- 長男興昌在享祿2年（1529年）被立為繼承人，不過有因為興昌與義隆的關係十分險惡而被興房殺害的説法。興昌的墓所與興房的兄長興明同樣在山口縣周南市的海印寺中。

- 在臨死前曾經說過隆房的性格會在將來引來災難。